# Bilal Çiloğlu
Bilal Çiloğlu (* 16. Juni 1998 in Sivas) ist ein türkischer Judoka. 2018 war er Dritter der Europameisterschaften, 2021 Dritter der Weltmeisterschaften.

## Karriere
2015 und 2016 kämpfte Bilal Çiloğlu in der Gewichtsklasse bis 66 Kilogramm. 2015 war er Europameister der Kadetten, Fünfter der Kadettenweltmeisterschaften und Dritter der Junioreneuropameisterschaften. 2016 gewann er den türkischen Meistertitel in der Erwachsenenklasse.
2017 wechselte er in die Gewichtsklasse bis 73 Kilogramm. Bei den U21-Weltmeisterschaften gewann er die Silbermedaille hinter Hidayət Heydərov aus Aserbaidschan. Bei den U23-Europameisterschaften erkämpfte Çiloğlu 2017 Bronze. Im April 2018 unterlag er im Viertelfinale der Europameisterschaften in Tel Aviv dem Schweden Tommy Macias. Mit Siegen in der Hoffnungsrunde über den Ukrainer Artem Khomula und den Weißrussen Vadzim Shoka erkämpfte sich Çiloğlu eine Bronzemedaille. Bei den Mittelmeerspielen 2018 unterlag er im Finale dem Kosovaren Akil Gjakova. Im Oktober 2018 siegte Bilal Çiloğlu bei den U21-Weltmeisterschaften. Im Juni 2019 wurden im Rahmen der Europaspiele 2019 in Minsk die Europameisterschaften ausgetragen, Çiloğlu schied im Achtelfinale gegen den Israeli Tohar Butbul aus. Zwei Monate später belegte er bei den Weltmeisterschaften in Tokio den siebten Platz. Im Oktober 2019 siegte er beim Grand Slam in Abu Dhabi. 2021 erreichte Bilal Çiloğlu den fünften Platz bei den Europameisterschaften in Lissabon. Anderthalb Monate später bezwang er im Viertelfinale der Weltmeisterschaften in Budapest Hidayət Heydərov. Im Halbfinale unterlag er dem Georgier Lascha Schawdatuaschwili, im Kampf um Bronze besiegte er den Usbeken Hikmatilloh Toʻrayev. Bei den Olympischen Spielen in Tokio unterlag er im Achtelfinale dem Japaner Shōhei Ōno.